# Platypalpus niveisetoides
Platypalpus niveisetoides är en tvåvingeart som beskrevs av Chvala 1973. Platypalpus niveisetoides ingår i släktet Platypalpus och familjen puckeldansflugor. Inga underarter finns listade i Catalogue of Life.